# Challenge des champions 1965
La Supercoppa di Francia 1965 (ufficialmente Challenge des champions 1965) è stata la nona edizione della Supercoppa di Francia.
Si è svolta il 17 agosto 1965 allo Stade du Moustoir di Lorient tra il Nantes, vincitore della Division 1 1964-1965, e il Rennes, vincitore della Coppa di Francia 1964-1965.
A conquistare il titolo è stato il Nantes che ha vinto per 4-2 con reti di Philippe Gondet (tripletta) e Gérard Géorgin.

## Partecipanti
| Squadre | Qualificazione                             | Partecipazioni precedenti (il grassetto indica la vittoria) |
| ------- | ------------------------------------------ | ----------------------------------------------------------- |
| Nantes  | Vincitore della Division 1 1964-1965       | Nessuna                                                     |
| Rennes  | Vincitore della Coppa di Francia 1964-1965 | Nessuna                                                     |

## Tabellino
| Arbitro: | Leclerc |

|                               |           |                          |
| Gondet 7’ 80’ 87’ Géorgin 30’ | Marcatori | 4’ Watteau 61’ Rodighero |

### Formazioni
| Nantes:       |                      |  |     |
|               |                      |  |     |
| P             | Daniel Eon           |  | 46’ |
| D             | Jean-Pierre Mourier  |  | 46’ |
| D             | Robert Budzynski     |  |     |
| D             | Yves Jort            |  |     |
| D             | Gilbert Le Chenadec  |  |     |
| D             | Claude Robin         |  |     |
| C             | Bernard Blanchet     |  |     |
| C             | Jean-Claude Suaudeau |  |     |
| A             | Rafael Santos        |  |     |
| A             | Philippe Gondet      |  |     |
| A             | Gérard Géorgin       |  |     |
| Sostituzioni: |                      |  |     |
| P             | André Castel         |  | 46’ |
| D             | Gabriel De Michèle   |  | 46’ |
| Allenatore:   |                      |  |     |
| José Arribas  |                      |  |     |

| Rennes:     |                     |
|             |                     |
| P           | Georges Lamia       |
| D           | Yves Boutet         |
| D           | René Cédolin        |
| D           | Louis Cardiet       |
| D           | Jean-Pierre Darchen |
| C           | André Ascensio      |
| C           | Marcel Loncle       |
| A           | Alain Jubert        |
| A           | Louis Floch         |
| A           | Daniel Rodighiero   |
| A           | Michel Watteau      |
| Allenatore: |                     |
| Jean Prouff |                     |